# Campeonato Mundial de Atletismo Sub-20 de 2018 - Salto em altura masculino
A prova do salto em altura masculino do Campeonato Mundial de Atletismo Sub-20 de 2018 ocorreu entre os dias 12 e 14 de julho no Estádio de Tampere em Tampere, na Finlândia. 

## Recordes
Antes desta competição, os recordes mundiais e do campeonato nesta prova eram os seguintes:
|     | Nome                       | Nacionalidade            | Altura | Local        | Data                                        |
| --- | -------------------------- | ------------------------ | ------ | ------------ | ------------------------------------------- |
| WJR | Dragutin Topić Steve Smith | Iugoslávia · Reino Unido | 2.37 m | Plovdiv Seul | 12 de agosto de 1990 20 de setembro de 1992 |
| CR  | Dragutin Topić Steve Smith | Iugoslávia · Reino Unido | 2.37 m | Plovdiv Seul | 12 de agosto de 1990 20 de setembro de 1992 |
| WJL | Roberto Vilches            | México                   | 2.26 m | Querétaro    | 28 de abril de 2018                         |

## Medalhistas
| Ouro                                          | Prata | Bronze                                     |
| Antonios Merlos (GRE) · Roberto Vilches (MEX) |       | JuVaughn Blake (USA) · Breyton Poole (RSA) |

## Cronograma
Todos os horários são locais (UTC+2).
| Data        | Hora  | Evento       |
| ----------- | ----- | ------------ |
| 12 de julho | 19:45 | Qualificação |
| 14 de julho | 10:40 | Final        |

## Resultados

### Qualificação
Qualificação: 2,17 m (Q) ou pelo menos melhor 12 qualificado (q) 
| Posição | Grupo | Atleta               | Nacionalidade               | 2.00 | 2.05 | 2.09 | 2.12 | 2.15 | Resultado | Notas                |
| ------- | ----- | -------------------- | --------------------------- | ---- | ---- | ---- | ---- | ---- | --------- | -------------------- |
| 1       | B     | Breyton Poole        | África do Sul               | –    | o    | o    | o    | o    | 2.15      | q                    |
| 1       | B     | Jasmin Halili        | Sérvia                      | o    | o    | –    | o    | o    | 2.15      | q,                   |
| 3       | A     | Naoki Higashi        | Japão                       | o    | o    | xo   | o    | o    | 2.15      | q                    |
| 3       | A     | Nathan Ismar         | França                      | –    | o    | xo   | o    | o    | 2.15      | q                    |
| 3       | B     | JuVaughn Blake       | Estados Unidos              | –    | xo   | o    | o    | o    | 2.15      | q                    |
| 6       | B     | Luca Meinke          | Alemanha                    | o    | o    | xo   | xo   | xo   | 2.15      | q                    |
| 7       | B     | Thomas Carmoy        | Bélgica                     | o    | o    | xo   | xxo  | xo   | 2.15      | q                    |
| 8       | A     | Dmytro Nikitin       | Ucrânia                     | o    | o    | o    | o    | xxo  | 2.15      | q                    |
| 8       | A     | Roberto Vilches      | México                      | –    | –    | o    | o    | xxo  | 2.15      | q                    |
| 10      | B     | Maid Redžić          | Bósnia e Herzegovina        | o    | o    | xxo  | xo   | xxo  | 2.15      | q                    |
| 11      | A     | Antonios Merlos      | Grécia                      | –    | o    | o    | xo   | xxx  | 2.12      | q                    |
| 11      | B     | Filip Mrčić          | Croácia                     | o    | o    | o    | xo   | xxx  | 2.12      | q                    |
| 11      | B     | Kyohei Tomori        | Japão                       | o    | o    | o    | xo   | xxx  | 2.12      | q                    |
| 14      | B     | Vladyslav Lavskyy    | Ucrânia                     | o    | xo   | o    | xo   | xxx  | 2.12      |                      |
| 15      | A     | Aleksey Fadeyev      | Atletas Neutros Autorizados | o    | o    | o    | xxx  |      | 2.09      |                      |
| 15      | A     | Andu Nuh             | Catar                       | o    | o    | o    | xxx  |      | 2.09      |                      |
| 17      | B     | Noel Vanderzee       | Canadá                      | o    | xo   | o    | xxx  |      | 2.09      |                      |
| 18      | B     | Jyles Etienne        | Bahamas                     | –    | o    | xo   | xxx  |      | 2.09      | Recorde da temporada |
| 19      | A     | Daniel Claxton       | Estados Unidos              | o    | o    | xxx  |      |      | 2.05      |                      |
| 19      | A     | Kyle Alcine          | Bahamas                     | –    | o    | –    | xxx  |      | 2.05      |                      |
| 19      | A     | Pablo López          | Espanha                     | –    | o    | xxx  |      |      | 2.05      |                      |
| 22      | A     | Lucas Mihota         | Alemanha                    | xo   | o    | xxx  |      |      | 2.05      |                      |
| 23      | A     | Aliaksandr Kisialiou | Bielorrússia                | xxx  |      |      |      |      | NM        |                      |

### Final
A prova final foi realizada no dia 14 de julho às 10:40. 
| Posição           | Atleta          | Nacionalidade        | 2.07 | 2.12 | 2.16 | 2.19 | 2.21 | 2.23 | 2.25 | Resultado | Notas                |
| ----------------- | --------------- | -------------------- | ---- | ---- | ---- | ---- | ---- | ---- | ---- | --------- | -------------------- |
| Medalha de ouro   | Antonios Merlos | Grécia               | o    | xo   | o    | o    | o    | o    | xxx  | 2.23      | Recorde pessoal      |
| Medalha de ouro   | Roberto Vilches | México               | o    | o    | o    | xo   | o    | o    | xxx  | 2.23      |                      |
| Medalha de bronze | JuVaughn Blake  | Estados Unidos       | o    | o    | o    | o    | o    | xo   | xxx  | 2.23      | Recorde pessoal      |
| Medalha de bronze | Breyton Poole   | África do Sul        | o    | o    | o    | o    | o    | xo   | xxx  | 2.23      | Recorde da temporada |
| 5                 | Luca Meinke     | Alemanha             | xo   | o    | o    | o    | xxo  | xxx  |      | 2.21      | Recorde pessoal      |
| 6                 | Nathan Ismar    | França               | o    | xo   | o    | o    | xxx  |      |      | 2.19      | Recorde pessoal      |
| 7                 | Kyohei Tomori   | Japão                | o    | o    | xxo  | o    | xxx  |      |      | 2.19      | Recorde pessoal      |
| 8                 | Thomas Carmoy   | Bélgica              | o    | o    | xo   | xxo  | xxx  |      |      | 2.19      | Recorde da temporada |
| 9                 | Dmytro Nikitin  | Ucrânia              | xo   | o    | o    | xxx  |      |      |      | 2.16      | Recorde da temporada |
| 10                | Naoki Higashi   | Japão                | o    | xo   | xxo  | xxx  |      |      |      | 2.16      |                      |
| 11                | Jasmin Halili   | Sérvia               | o    | o    | –    | xxx  |      |      |      | 2.12      |                      |
| 12                | Maid Redžić     | Bósnia e Herzegovina | o    | xo   | xxx  |      |      |      |      | 2.12      |                      |
| 13                | Filip Mrčić     | Croácia              | o    | xxx  |      |      |      |      |      | 2.07      |                      |

Legenda
| Recorde mundial       | Recorde mundial (World record)               |                       | Recorde africano                      | Recorde africano (African) |                                           | Q | Classificado por posição (Qualified) |
| Recorde do campeonato | Recorde do campeonato (Championship record)  | Recorde da América    | Recorde da América (Americas)         | q                          | Classificado por melhor tempo (Qualified) |   |                                      |
| Melhor marca do ano   | Melhor marca do ano (World leading)          | Recorde asiático      | Recorde asiático (Asian)              | DNS                        | Não largou (Did not start)                |   |                                      |
| Recorde nacional      | Recorde nacional (National record)           | Recorde europeu       | Recorde europeu (European)            | DNF                        | Não terminou (Did not finish)             |   |                                      |
| Recorde pessoal       | Recorde pessoal do atleta (Personal best)    | Recorde da Oceania    | Recorde da Oceania (Oceania)          | DSQ / DQ                   | Desclassificado (Disqualified)            |   |                                      |
| Recorde da temporada  | Recorde da temporada do atleta (Season best) | Recorde sul-americano | Recorde sul-americano (South America) | NM                         | Sem marca (No mark)                       |   |                                      |